# ميتشيو أشيكغ
ميتشيو أشيكغ (باليابانية: 足利 道夫) (22 مايو 1950 في أكيتا في اليابان – )؛ هو لاعب كرة قدم ياباني سابق كان يلعب كلاعب وسط. سبق له أن لعب مع منتخب اليابان.

## وصلات خارجية
- ميتشيو أشيكغ على موقع قاعدة بيانات كرة القدم.إي يو (الإنجليزية)
- ميتشيو أشيكغ على موقع ناشيونال فوتبول تيمز (الإنجليزية)
- ميتشيو أشيكغ على موقع عالم كرة القدم.نت (الإنجليزية)

- National Football Teams
- Japan National Football Team Database